# Ribeira da Fonte do Almeida
A Ribeira da Fonte do Almeida é um curso de água português, localizado no concelho açoriano da Praia da Vitória, ilha Terceira, arquipélago dos Açores.
Este curso de água encontra-se geograficamente localizado na parte Noroeste da ilha Terceira dentro das coordenadas geográficas de 38° 47' Norte e de 27° 14'  Oeste, tem a sua origem a cerca de 323 metros de altitude, nos contrafortes do complexo vulcânico do Pico Alto, a segunda formação geológica da ilha Terceira que se eleva a 809 metros de altitude acima do nível do mar e faz parte de bacia hidrográfica gerada pela própria montanha.
Este curso de água desagua no Oceano atlântico depois de percorrer 7.10 Km.